# 3343-as busz
A 3343-as jelzésű regionális autóbusz Balassagyarmat, autóbusz-állomás és Rétság, autóbusz-forduló között közlekedik Ipolyszög, Dejtár, Patak, Nagyoroszi, Borsosberény, Horpács és Pusztaberki településeken keresztül. A járatot a Volánbusz Zrt. üzemelteti.
Az összesen 26 járatból csupán 1 járatpár teszi meg az egész utat végállomástól végállomásig, 7 járatnak a Rétság, HI-LEX Kft. a végállomása, 2 járat hétköznap reggel Balassagyarmat belvárosán át közlekedik, 1 járatnak pedig tanítási napokon összesen 2 megállója van: Pusztaberki elágazás és Pusztaberki, szövetkezeti bolt.

## Megállóhelyei
| 0  | Balassagyarmat, autóbusz-állomás                             | 1A, 2C, 4, 6, 6A, 8, 8A, 9A, 9B, 3314 460 1010, 1011, 1012, 1013, 1306, 1308, 3080, 3081, 3305, 3312, 3313, 3315, 3322, 3336, 3340, 3342, 3343, 3344 | Balassagyarmat autóbusz-állomás Tesco áruház |
| 1  | Balassagyarmat, OTP Hunyadi utca                             | 1, 1C, 2, 2C, 4, 6, 6A, 7, 7A, 7B, 8, 9, 9A, 9B, 3314 3081, 3313, 3318, 3320, 3322, 3325, 3326, 3329, 3332, 3336, 3340, 3341, 3342, 3344, 3345       | Mikszáth Kálmán Művelődési Központ, Salgótarjáni Szakképzési Centrum Szent-Györgyi Albert Gimnáziuma, Szakgimnáziuma és Szakközépiskolája, piac, Spar áruház, OTP Bank |
| 2  | Balassagyarmat, Polgármesteri Hivatal Civitas Fortissima tér | 1, 1C, 3B, 4, 6, 6A, 7, 7B, 7D, 8, 9, 9A, 9B, 3314 3313, 3332, 3336, 3340, 3341, 3342, 3344, 3345                                                    | Városháza, Vármegyeháza, Jánossy Képtár, Tornay Galéria, Balassagyarmati Törvényszék, Civitas Fortissima tér                                                           |
| 3  | Balassagyarmat, Lidl áruház Madách liget                     | 1C, 6, 6A, 7, 7B, 8, 9, 9A, 9B, 3314 1010, 1011, 1012, 1013, 3313, 3336, 3340, 3341, 3342, 3344                                                      | Lidl áruház, Madách liget (lakótelep) |
| 4  | Balassagyarmat, vágóhíd Nagyliget                            | 3, 3C, 4, 9A 1010, 1013, 3313, 3336, 3340, 3341, 3342, 3344                                                                                          | Nagyligeti Sporttelep, Közép-Duna-völgyi Vízügyi Igazgatóság |
| 5  | Balassagyarmat (Újkóvár), szövetkezeti bolt                  | 1010, 1013, 3313, 3336, 3340, 3341, 3342, 3344 | |
| 6  | Ipolyszög, bejárati út                                       | 1010, 1011, 1012, 1013, 3313, 3336, 3340, 3341, 3342, 3344                                                                                           | |
| 7  | Ipolyszög, vasúti megállóhely bejárati út                    | 1010, 1012, 1013, 3313, 3336, 3340, 3341, 3342, 3344 S750                                                                                            | Ipolyszög |
| 8  | Dejtári elágazás                                             | 1010, 1012, 1013, 3340, 3342, 3344 | |
| 9  | Dejtár, vasútállomás                                         | 3342, 3344, 3345, 3346 S750 | Dejtár |
| 10 | Dejtár, Fő utca                                              | 328 3342 | |
| 11 | Patak, szövetkezeti bolt                                     | 328 3342 | |
| 12 | Nagyoroszi, Petőfi út 45.                                    | 328 | |
| 13 | Nagyoroszi, pataki elágazás                                  | 328, 332 | |
| 14 | Nagyoroszi, orvosi rendelő                                   | 328, 332 | |
| 15 | Nagyoroszi, vasútállomás                                     | 328, 332 S750 | Nagyoroszi |
| 16 | Borsosberény, Állami Gazdaság bejárati út                    | 328, 332 3342 | |
| 17 | Borsosberény, iskola                                         | 3342 | |
| 18 | Horpács, központ                                             | 3342 | |
| 19 | Pusztaberki, szövetkezeti bolt                               | 3342 | |
| 20 | Pusztaberki elágazás                                         | 1010, 1011, 1012, 1013, 3313, 3336, 3340 | |
| 21 | Tereskei elágazás                                            | 1010, 1011, 1012, 1013, 3313, 3336, 3340 | |
| 22 | Romhányi elágazás                                            | 328, 329, 332, 337 1010, 1013, 3313, 3336, 3340, 3342                                                                                                | |
| 23 | Rétság, autóbusz-forduló                                     | 328, 329, 332, 336, 337 1010, 1011, 1012, 1013, 3313, 3336, 3340, 3342                                                                               | autóbusz-forduló |
| 24 | Rétság, TDK                                                  | 3313, 3327, 3329 | rétsági ipari park |
| 25 | Rétság, HI-LEX Kft.                                          | 3313, 3327, 3329 | rétsági ipari park |